# Corexit
Corexit és un producte utilitzat com a dispersant en vessaments de petroli. Està produït per Nalco Holding Company, que està associada amb BP i Exxon. Fa que el petroli que normalment es troba a la superfície de l'aigua s'emulsioni amb el dispersant formant petits glòbuls que poden romandre supsesos en l'aigua.

## Usos[5][6][7]
- Corexit 9580 és el que es va utilitzar en el vessament de petroli d'Exxon Valdez.
- Corexit EC9500A i EC9527A es van utilitzar en el vessament de Deepwater Horizon (Golf de Mèxic, 2010).

Corexit 9527 va ser reemplaçat per Corexit 9500, ja que el primer era molt més tòxic.

## Composició[8][9][10][11][12]

### Corexit 9527[13]
La propietat de la seva composició no és pública, però el fabricant posseeix una fitxa de dades de seguretat en Corexit EC9527, on s'especifica que els principals components són 2-butoxiletanol i un compost orgànico sulfonat amb una baixa concentració de propilenglicol.

### Corexit 9500[14][15]
En resposta a la pressió pública, la Environmental Protection Agency (EPA) i Nalco van publicar una llista amb 6 ingredients de Corexit 9500, revelant constituents com sorvitan, àcid butanodioic i destil·lats del petroli.
Corexit EC9500A està produït prindipalment per Hidrodesulfuració de destil·lats del petroli, propilenglicol i un sulfonat orgànic. El propilenglicol és un compost químic que s'utilitza com a solvent o hidratant en farmàcia i cosmètics, té una toxicitat relativa baixa. El sulfonat orgànic és un detergent químic sintètic, que actua com a tensioatiu, per emulsionar el petroli i permetre la seva dispersió en l'aigua. Els compostos de sulfonat emprats van ser divulgats per EPA el juny de 2010, el dioctyl sodi sulfosuccinat.

## Toxicitat[16][17][18][19][20][21][22][23]
La toxicitat relativa de Corexit i altres dispersants és difícil de determinar degut a la manca de dades científiques. La fitxa de seguretat del fabricant exposa que "No s'han realitzat estudis de toxicitat del producte" i "El potencial de danys humans és: Baix". Segons la pàgina Web del fabricant, els treballadors que manipulen Corexit han d'utilitzar protecció respiratòria i treballar en una àrea ventilada. Comparat amb altres 12 dispersants llistats per EPA, Corexit 9500 i 9527 són de toxicitat similar (qualsevol dels dos) o de 10 a 20 vegades més tòxics. En un estudi preliminar de la EPA sobre 8 tipus diferents de dispersants, Corexit 9500 va resultar el menys tòxic, per a la vida marina, i de trencar-se en setmanes, abans de depositar-se al fons del mar o acumular-se a l'aigua. Cap dels altres productes testats són "sense toxicitat" d'acord amb els administradors de la EPA. I l'efecte ecològic que pot produir la mescla de dispersants amb el petroli és desconeguda, això com la toxicitat del remanent dispersant degradat.

Corexit 9527, considerat per la EPA perillós per la salut, s'afirma pel fabricant que pot ser especialment perillos pels eritròcits (glòbuls vermells), els ronyons, el fetge i pot irritar els ulls i la pell. El compost químic 2-butoxyetanol, trobat al Corexit 9527, va ser identificat com el causant de problemes de salut duradors, en treballadors involucrats en la neteja del vessament d'Exxon Valdez. D'acord amb l'Alaska Community Action on Toxics, l'ús de Corexit durant el vessament d'Exxon Valdez va causar trastorns respiratoris, de sistema nerviós, fetge, ronyons i sang a les persones. El Corexit 9527 i el 9500 poden causar hemòlisis (ruptura de les cèl·lules de la sang) i també poden causar sagnat intern.
D'acord amb EPA, Corexit és més tòxic que altres dispersants fets per altres fabricants i menys efectiu en el control del cru en el sur de Luisiana. El 20 de maig del 2010, la EPA va ordenar a BP la cerca d'altres alternatives menys tòxiques que Corexit, llavors va ordenar que BP parés d'utilitzar-lo en les dispersions, però BP va respondre que Corexit era la millor alternativa.

S'informa que Corexit pot ser tòxic per a la vida marina i que manté el petroli vessat submergit. Existeix la preocupació que la quantitat utilitzada en el golf de Mèxic puguin crear un "Dany sense precedents als organismes marins". El vocal de Nalco, Charlie Pajor va dir que la mescla petroli-Corexit és més tòxic per la vida marina, però menys per la vida que hi ha al llarg de la costa i els animals de la superfície, perquè el dispersant permet al petroli estar submergit. Corexit 9500 fa que el petroli formi petites gotes a l'aigua i els peixos poden resultar danyats a l'ingerir-lo. També es pot bioacumular (segons la fitxa de dades de seguretat), quedant depositat en els teixits al llarg del temps. D'aquesta forma els depredadors que s'alimenten de peixos amb la toxina, acabaran tenint una major concentració de toxina als seus teixits (biomagnificació).

## Efectivitat
La capa de petroli es dispersa en petites gotes barrejades amb l'aigua de mar. El petroli no només es troba dispersat en 2 dimensions (la superfície), sinó també en 3D (la columna d'aigua). En el control del petroli de Louisiana, Corexit EC9500A (més comú Corexit 9500) va ser un 54,7% efectiu, mentre que Corexit EC9527A va ser un 63,4% efectiu. En la llista de la EPA d'altres 12 tipus de dispersants, van ser els més efectius en el control del cru i d'una forma més segura amb la fauna de la zona. Un dels dispersants provats va ser el Dispersit, que va ser un 100% més efectiu en dispersar el cru del Golf i és menys tòxic per als peixos petits i gambes que el Corexit.